# Баскский крест

Классический лаубуру

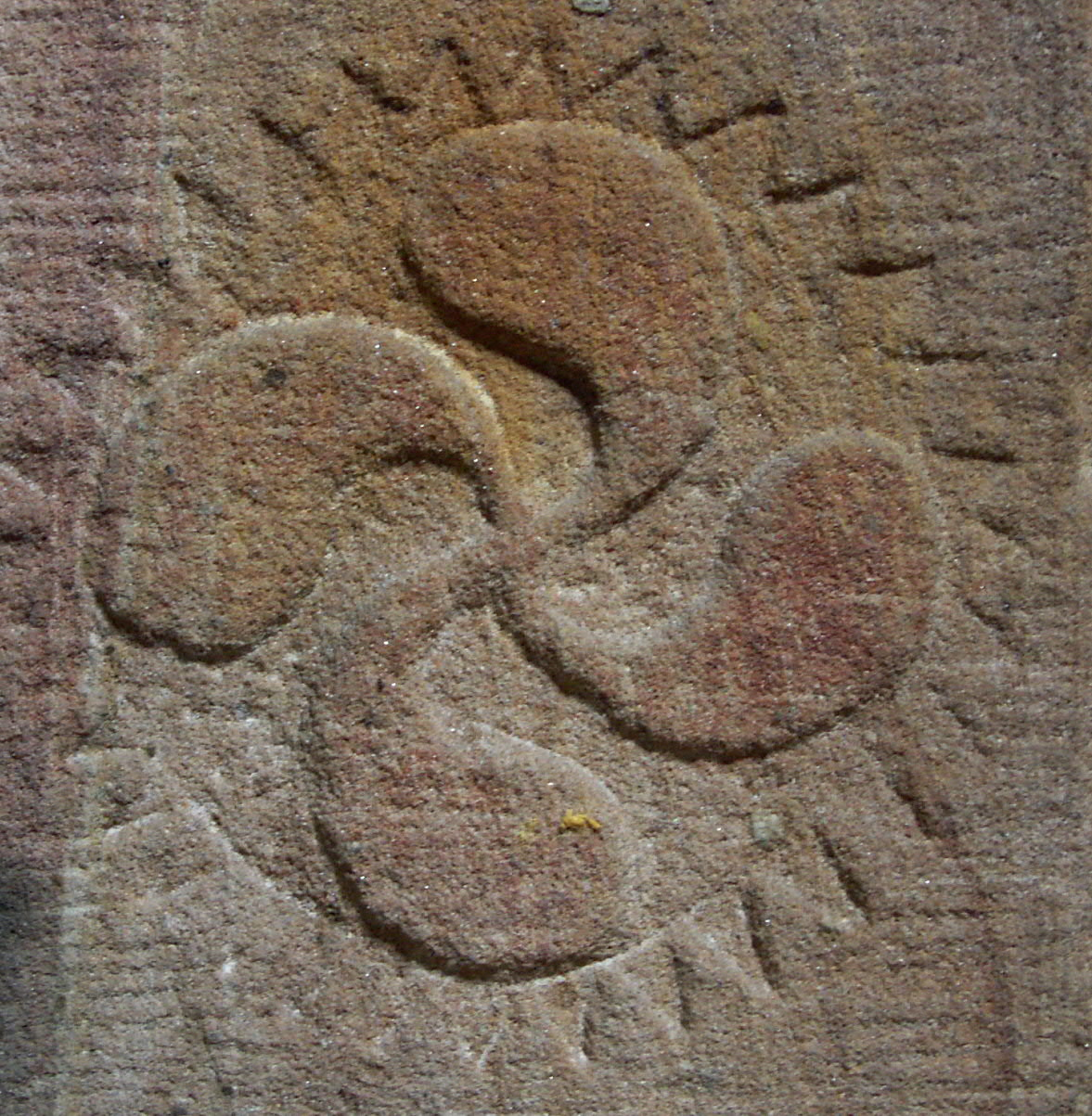
Изображение лаубуру на крестильной купели в церкви в немецком городе Кноп-Лабах

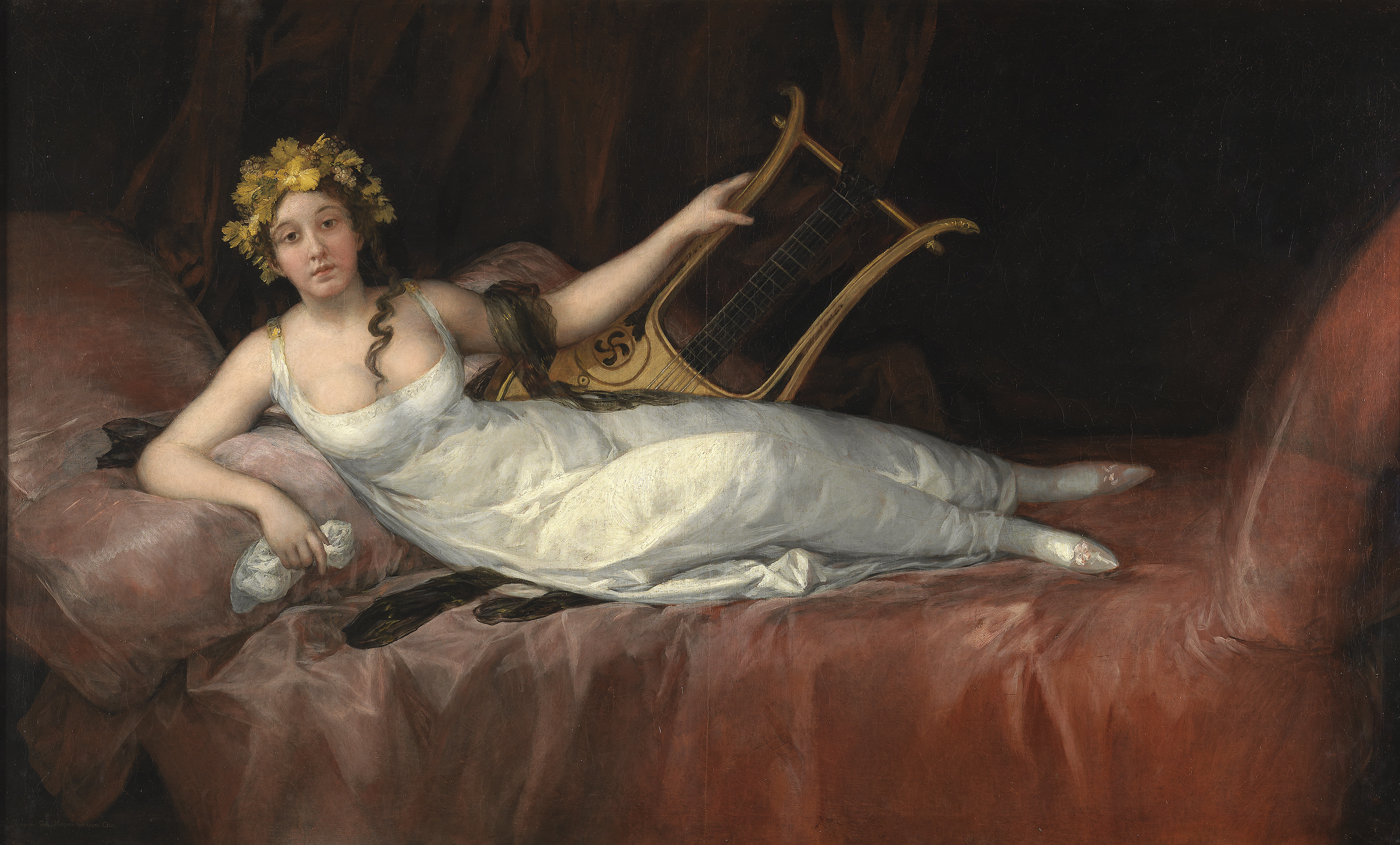
Изображение лаубуру на портрете маркизы Санта-Крус кисти Ф. Гойи

Лаубу́ру, или баскский крест — фигура, образованная четырьмя лепестками в виде запятых. Напоминает японский томоэ или свастику со сглаженными углами.
Lau buru означает «четыре головы» или «четыре вершины» на баскском языке, хотя, возможно, такое толкование является народной этимологией латинского термина лабарум. Фидель Фита, напротив, утверждает, что слово labarum проникло в латинский язык из баскского во времена Октавиана.

## История символа
Символ имеет небаскское происхождение и встречается как декоративный элемент на стелах римского времени.
После императора Антонина, как отмечает французский историк Камиль Жюльян, на баскской территории не встречается символов, похожих на свастику или лаубуру.
В книге Парацельса Archidoxis Magicae помещён символ, напоминающий лаубуру; этот символ, как утверждал Парацельс, требовалось начертить, чтобы исцелить животных.
Примерно в конце XVI века закруглённая свастика начинает часто использоваться как декоративный элемент у басков на деревянных сундуках, на могилах, возможно, как разновидность обычного христианского креста. В то же время, обычная прямоугольная свастика не встречалась у басков вплоть до XIX века. Во многих баскских домах лаубуру изображался над входной дверью как талисман.
Баскский крест встречается на флагах и эмблемах современных баскских организаций, включая запрещённую партию Баскское национальное действие.